# Rezerwat przyrody Ostaš
Rezerwat przyrody Ostasz (czes. Přírodní rezervace Ostaš) – rezerwat przyrody w Czechach, w Sudetach Środkowych, w czeskiej części Gór Stołowych. Obejmuje obszar wzniesienia Ostaš. 
Ma powierzchnię 29,5 ha. Utworzony w 1956 roku w celu ochrony form skalnych i reliktów przyrody.